# Massaker von Glaserhau
Im Massaker von Glaserhau (slowakisch Sklené, bis 1927: Sklenô) im Hauerland wurden am 21. September 1944 während des Slowakischen Nationalaufstandes nach der Besetzung des Ortes durch slowakische Partisanen 187 männliche deutschsprachige Einwohner des Ortes erschossen. Die Partisanen gehörten der 3. Kompanie der 8. Abteilung der 1. tschechoslowakischen Partisanenbrigade an, sie waren am 20. September in Glaserhau eingerückt und handelten auf mündlichen Befehl des Kommandanten des sowjetischen Instruktionsoffiziers Leonid Nikolajewitsch Slawkin (* 1916 in Wladiwostok; † 1971 in Saporischschja, heutige Ukraine).

## Verlauf
Alle deutschen Männer des Ortes zwischen 16 und 60 Jahren hatten sich auf Befehl der slowakischen Partisanen frühmorgens mit Schaufeln und angeblich zu einem Arbeitseinsatz am Dorfplatz einzufinden. Die Gruppe wurde anschließend zum Bahnhof geführt und in mehrere Eisenbahnwaggons geladen. Mit dem Zug wurden sie zu einem Stichgleis vor dem „Ebenen Wald“ etwa zwei Kilometer außerhalb des Ortes gebracht. Etwa 25 Männer wurden als erste herausgeholt und mussten im nahen Wald eine Grube ausheben: 8 m lang, 1,50 m breit und knapp 60 cm tief. Danach mussten sie sich dicht gedrängt in die Grube stellen und wurden mit Maschinengewehren getötet.

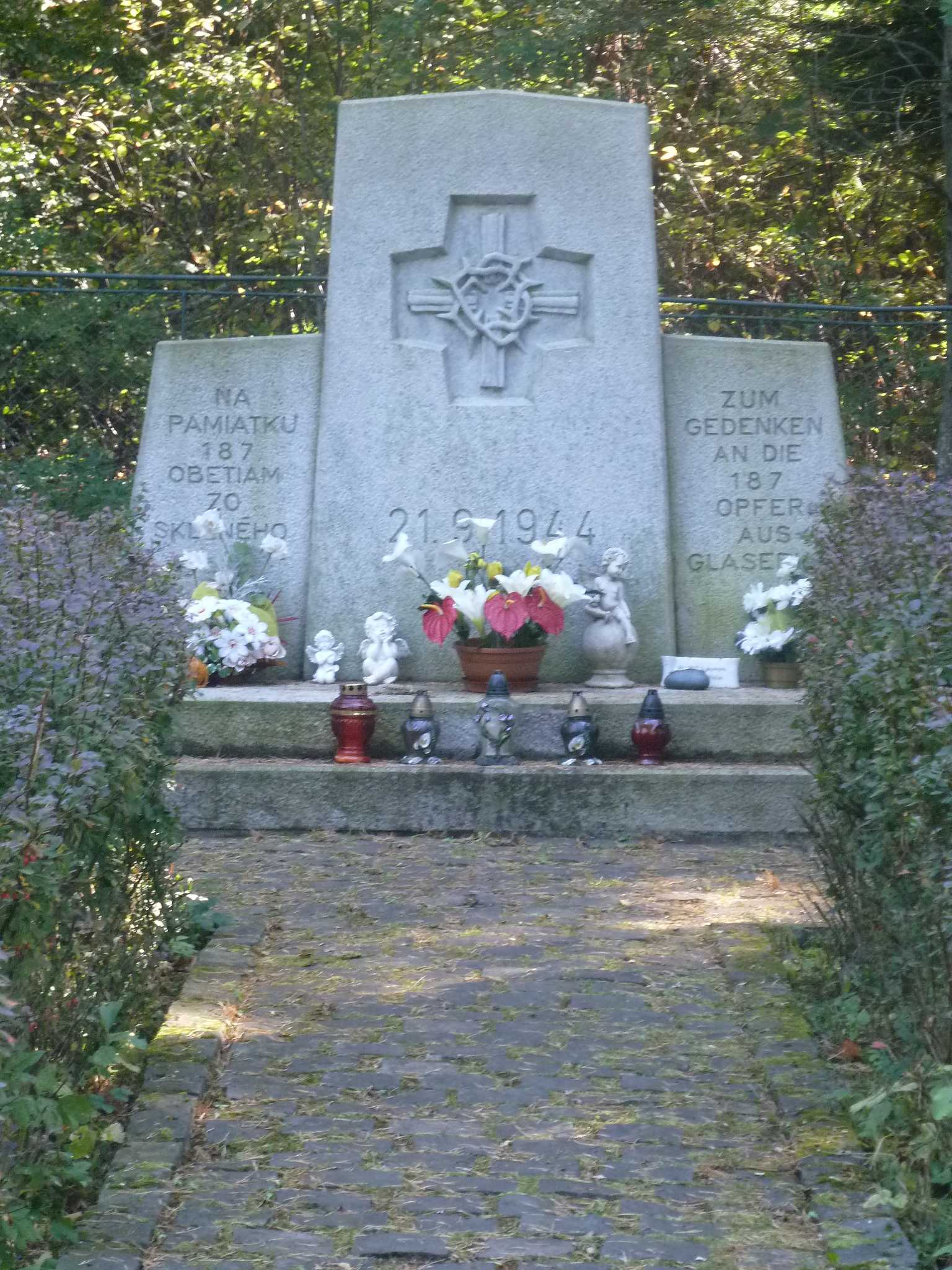
Massengrab und Mahnmal

Danach wurden die meisten anderen Männer erschossen, nur wenigen gelang die Flucht in den Wald. Die Erschossenen blieben mehrere Tage auf freiem Feld liegen und wurden nach dem Abzug der Partisanen von ihren Angehörigen in einem Massengrab am Waldrand bestattet.

## Überlebende
Die Erschießung begann mit den Insassen des letzten Waggons. Durch den Einsatz des Lehrers Josef Stricz, der dabei sein Leben riskierte, gelang es, die 63 Männer im ersten Waggon rechtzeitig nach Slovenská Ľupča (Windisch Liptsch) wegzuführen und so vor der Erschießung zu retten. Sie wurden von ihren Familien für tot gehalten, bis sie einige Zeit später nach Glaserhau zurückkehrten.
Zu den Überlebenden und damit Zeugen des Massakers gehörte der Pfarrer Msgr. Josef Pöss, der sich sofort nach Feuereröffnung fallen ließ, sich tot stellte und mit nur mittelschweren Schussverletzungen zwischen und unter den Toten überlebte. Er überlebte die Vertreibung und wurde später Dekan in Württemberg.
Das Massaker von Glaserhau hätte vermutlich noch weit mehr Opfer gefordert, wenn damals nicht die meisten Deutschen des Ortes traditionell vom Frühjahr bis zum Herbst als Saisonarbeiter in Österreich tätig gewesen wären, Glaserhau hatte damals etwa 4500 Einwohner, davon rund 2600 Deutsche.

## Ähnliche Vorgänge
Das Massaker von Glaserhau ist das größte bekannte von mehreren ähnlichen Verbrechen an Karpatendeutschen zwischen Ende August und Ende September 1944. Ähnliche Massaker fanden auch in Veľké Pole/Hochwies und Paulisch (zusammen 85 Tote), Ružomberok/Rosenberg im Waagtal (27. August 1944, 146 Tote), Banská Štiavnica/Schemnitz, Banská Bystrica/Neusohl, Handlová/Krickerhau (mehr als 80 Tote), Nitrianske Pravno (damals Nemecké Pravno; deutsch: Deutsch-Proben; 30 Tote), im Lager Sklabina (130 Tote), in Deutsch-Lipsch (32 Tote), Kunschhau (69 Tote) und an anderen Orten statt. Insgesamt waren dabei weit über 600 Tote zu beklagen. Sie bilden den Auftakt der Flucht der Karpatendeutschen aus der Slowakei.

## Aufarbeitung
Nach der Entstehung der Zweiten slowakischen Republik haben sich slowakische Bürgerrechtler, insbesondere Josef Stricz, um eine Aufarbeitung des Massenmordes bemüht. Seit 1994 befindet sich am Ort des Massakers ein Mahnmal. Im Archiv des Museum des Slowakischen Nationalaufstandes in Banská Bystrica (Neusohl) fanden sich protokollierte Aussagen von sechs Mördern über ihre Tätigkeit und ihre Einsätze während der gesamten Zeit des Aufstandes. Ende der 1990er Jahre wurden polizeiliche Ermittlungen aufgenommen, die jedoch ohne Verfahren eingestellt wurden, da der festgestellte Hauptverantwortliche Leonid N. Slawkin bereits 1971 verstorben war.